# A Brief Inquiry into Online Relationships
A Brief Inquiry into Online Relationships — третий студийный альбом английской рок-группы The 1975, вышедший 30 ноября февраля 2018 года на лейблах Dirty Hit, Polydor. Продюсерами были Джордж Дэниэл, Мэттью Хили, Джонатан Гилмор. Первоначально альбом назывался Music for Cars и был задуман как продолжение альбома I Like It When You Sleep, for You Are So Beautiful Yet So Unaware of It (2016). Позже этот термин обозначил эпоху, охватывающую как их третий альбом, так и Notes on a Conditional Form, выпущенный в 2020 году. Группа приостановила запись первой части после того, как вокалист Мэтью Хили уехал в клинику реабилитации наркоманов на Барбадосе, где проходил лечение от героиновой зависимости. После возвращения певца группа провела несколько месяцев, завершая работу над альбомом в Нортгемптоншире и Лос-Анджелесе.
Исследуя роль цифрового общения и интернета в современной жизни, A Brief Inquiry into Online Relationships представляет собой концептуальный альбом, связанный несколькими всеобъемлющими нитями. Альбом служит предостерегающим политическим заявлением, ставящим под сомнение последствия отношений общества с технологиями и их влияние на миллениалов. Он знаменует собой сдвиг в изображении Хили героиновой зависимости, когда он стал искренне и честно говорить о том опустошении, которое она вызывает. Отказавшись от метафор и двусмысленности, альбом использует чёрный юмор, простые тексты и прямолинейное повествование, затрагивая такие мрачные темы, как нигилизм, самоубийство, депрессия, тревога, диссоциация, травма, цинизм и смерть, среди прочих.
Диск возглавил хит-парад Великобритании (UK Albums Chart), став третьим подряд чарттоппером группы. Альбом получил положительные отзывы современных музыкальных критиков, они высоко оценили качество продюсирования и изображение современной жизни, а некоторые назвали его миллениальной версией «OK Computer» (1997) группы Radiohead. Диск попал в многочисленные списки по итогам года и десятилетия, он стал победителем в номинации «Британский альбом года» на церемонии вручения премии Brit Awards в 2019 году.

## История
В феврале 2016 года группа The 1975 выпустила свой второй студийный альбом I Like It When You Sleep, for You Are So Beautiful Yet So Unaware of It. Он имел большой успех и достиг первого места и в Великобритании (UK Albums Chart) и в США (Billboard 200), а большинство критиков рассматривали его одним из лучших дисков 2016 года. В феврале 2017 года ведущий вокалист Мэттью Хили написал в Твиттере: «Music For Cars — 2018». В апреле в интервью на радиошоу Beats 1 Radio, певец подтвердил название Music For Cars и анонсировал релиз 2018 годом, сказав «[альбом] всегда так назывался, и мы всегда собирались сделать трилогию пластинок». Он позднее рассказал Тому Коннику из журнала NME, что название это ссылка на третий мини-альбом того же названия same name (2013), сказав что это было любимым его названием из всех что они сделали. С помощью Music For Cars, певец стремился создать самый важный поп-альбом десятилетия, надеясь добиться такого же влияния, как альбом, Radiohead OK Computer (1997) и the Smiths The Queen Is Dead (1986).
В августе 2017 года в группе 1975 заявили, что они находятся в процессе редактирования «Music For Cars», имея более двух часов материала, в то время как менеджер группы Джейми Осборн заявил, что первые сессии записи альбома запланированы на сентябрь. Плакаты, рекламирующие альбом, начали появляться в Лондоне и Манчестере в апреле 2018 года.
В мае группа the1975 объявила, что «Music For Cars» теперь будет служить umbrella term для обозначения «эры», состоящей из двух альбомов, A Brief Inquiry into Online Relationships и Notes on a Conditional Form (2020).
Название первого взято из эссе Джина Макхью The Context of the Digital: A Brief Inquiry Into Online Relationships. Во время поездки в поезде в Лондоне Хили заметил пассажира, читающего книгу You Are Here: Art After the Internet Омара Холейфа, в которую включено это эссе. Относительно решения выпустить две отдельные работы, а не двойной альбом, Хили назвал формат двойных альбомов «проговым и раздражающим… они самообманны».

## Коммерческий успех
A Brief Inquiry into Online Relationships дебютировал на первом месте в британском хит-параде UK Albums Chart с тиражом 50,000 альбомных эквивалентных единиц, став третьим подряд чарттоппером группы the 1975. Позднее он был назван 85-м лучшим альбомом итогового списка 2018 года и № 54 в списке 2019 года.
В США альбом A Brief Inquiry into Online Relationships достиг четвёртого места в американском основном хит-параде Billboard 200 и первого месте в рок-чарте Billboard Top Rock Albums, а позднее был назван 49-м в итоговом списке лучших альбомов США всего 2019 года.

## Восприятие
| Совокупная оценка   | Совокупная оценка |
| Источник            | Оценка            |
| ------------------- | ----------------- |
| AnyDecentMusic?     | 8.0/10            |
| Metacritic          | 83/100            |
| Оценки критиков     |                   |
| Источник            | Оценка            |
| AllMusic            | [ 23 ]            |
| The Daily Telegraph | [ 24 ]            |
| The Guardian        | [ 25 ]            |
| The Independent     | [ 26 ]            |
| Mojo                | [ 27 ]            |
| NME                 | [ 28 ]            |
| Pitchfork           | 8.5/10            |
| Q                   | [ 30 ]            |
| Rolling Stone       | [ 31 ]            |
| The Times           | [ 32 ]            |

### Отзывы критиков
Альбом A Brief Inquiry into Online Relationships получил широкое признание современных музыкальных критиков. Агрегационный сайт Metacritic сообщил о нормализованном рейтинге 83, основанном на 29 критических отзывах, что свидетельствует о «всеобщем признании». Позже сайт назвал альбом 19-м самым рецензируемым альбомом 2018 года. AnyDecentMusic? дал альбому 8,0 из 10, основываясь на своей оценке консенсуса критиков.
В восторженной пятизвездочной рецензии Гарри Харрис похвалил «прекрасное» производство Дэниэла и музыкальные вариации, присутствующие на протяжении всего A Brief Inquiry into Online Relationships, в итоге назвав его «продуманным, амбициозным альбомом от группы, которая постоянно продвигает себя». Росс Хортон из musicOMH аналогично оценил амбиции альбома, сказав: «Никто больше не делает настолько смелых вещей». Райан Домбал из Pitchfork отметил «безграничное чувство стиля» альбома, написав, что продюсирование Дэниэла и Хили кажется «более целенаправленным», чем «I Like It When You Sleep, for You Are So Beautiful Yet So Unaware of It». Ян Гормели высоко оценил способность группы 1975 включать в себя ретро и современные влияния для создания музыки, которая звучит «ново и знакомо», и сказал, что их готовность «падать ниц» отличает их от «безыдейности их поп-ровесников». Мэтт Коллар из AllMusic отметил, что разрозненное звучание альбома работает для отдельных песен, но как альбом, ему «трудно продраться сквозь социально-медийный ландшафт, который он надеется прокомментировать». Крис Конэтон аналогично отверг «разрозненный» музыкальный подход, написав, что группа «[бросает] всё, что может, на слушателя, и большинство из этого просто не прилипает».

### Итоговые списки
| Критик/Организация             | Период                 | Ранг | Год публикации |
| ------------------------------ | ---------------------- | ---- | -------------- |
| Alternative Press              | Year-end               | *    | 2018           |
| Atwood Magazine                | Year-end               | *    | 2019           |
| Atwood Magazine                | Decade-end             | *    | 2019           |
| Eve Barlow (The Guardian)      | Year-end               | 1    | 2018           |
| BBC                            | Year-end               | 13   | 2018           |
| Billboard                      | Year-end               | 13   | 2018           |
| Billboard                      | Year-end (Rock)        | 1    | 2018           |
| BrooklynVegan                  | Year-end               | 49   | 2018           |
| BrooklynVegan                  | Decade-end             | 95   | 2019           |
| Clash                          | Year-end               | 26   | 2018           |
| Cleveland Magazine             | Decade-end             | 66   | 2019           |
| Consequence                    | Year-end               | 19   | 2018           |
| Dazed                          | Year-end               | 20   | 2018           |
| Entertainment Weekly           | Year-end               | 16   | 2018           |
| Esquire                        | Year-end               | 13   | 2018           |
| Erie Reader                    | Year-end               | 6    | 2018           |
| Jenn Five (DIY)                | Year-end               | 3    | 2019           |
| Harriet Gibsone (The Guardian) | Year-end               | 20   | 2018           |
| Gigwise                        | Year-end               | 15   | 2018           |
| Joe Goggins (DIY)              | Year-end               | 3    | 2019           |
| The Guardian                   | Year-end               | 34   | 2018           |
| GQ                             | Year-end               | *    | 2018           |
| iHeartRadio                    | Year-end (Alternative) | *    | 2018           |
| The Independent                | Year-end               | 29   | 2018           |
| Insider                        | All-time               | *    | 2020           |
| Malcolm Jack (The Guardian)    | Year-end               | 20   | 2018           |
| Sarah Jamieson (DIY)           | Year-end               | 3    | 2019           |
| JOE                            | Year-end               | 14   | 2018           |
| Alim Kheraj (The Guardian)     | Year-end               | 9    | 2018           |
| The Line of Best Fit           | Year-end               | 8    | 2018           |
| Los Angeles Times              | Year-end               | *    | 2018           |
| Dorian Lynskey (The Guardian)  | Year-end               | 1    | 2018           |
| Lyndsey McKenna (NPR)          | Year-end               | *    | 2018           |
| NME                            | Year-end               | 1    | 2018           |
| NME                            | Decade-end             | 16   | 2019           |
| Pitchfork                      | Year-end               | 21   | 2018           |
| Pitchfork                      | Decade-end             | 157  | 2019           |
| Q                              | Year-end               | 3    | 2018           |
| Radio X                        | Year-end               | *    | 2018           |
| The Reader                     | Decade-end             | *    | 2019           |
| Will Richards (DIY)            | Year-end               | 1    | 2019           |
| Rolling Stone                  | Year-end               | 20   | 2018           |
| Laura Snapes (The Guardian)    | Year-end               | 11   | 2018           |
| Spin                           | Year-end               | 1    | 2018           |
| Spin                           | Decade-end             | 50   | 2020           |
| Stereogum                      | Year-end               | 45   | 2018           |
| Soundigest                     | Year-end (Alternative) | 5    | 2018           |
| Frazier Tharpe (Complex)       | Year-end               | 4    | 2018           |
| Thrillist                      | Year-end               | 20   | 2018           |
| Time                           | Year-end               | 9    | 2018           |
| The Times                      | Year-end               | *    | 2018           |
| Uproxx                         | Year-end               | 9    | 2018           |
| Uproxx                         | Decade-end             | 74   | 2019           |
| Wonderland                     | Year-end               | *    | 2018           |
| Yorkshire Evening Post         | Year-end               | 1    | 2018           |

## Список композиций
По данным заметок на альбоме.
Слова и музыка всех песен — George Daniel, Matthew Healy, Adam Hann и Ross MacDonald, и спродюсированы Дэниэлем и Хили, кроме оговоренных.
| №                   | Название                                                                      | Длительность |
| ------------------- | ----------------------------------------------------------------------------- | ------------ |
| 1.                  | «The 1975»                                                                    | 1:34         |
| 2.                  | «Give Yourself a Try»                                                         | 3:17         |
| 3.                  | «TooTimeTooTimeTooTime» (авторы: Daniel, Healy, Guendoline Rome Viray Gomez)  | 3:28         |
| 4.                  | «How to Draw / Petrichor»                                                     | 5:49         |
| 5.                  | «Love It If We Made It»                                                       | 4:13         |
| 6.                  | «Be My Mistake»                                                               | 4:16         |
| 7.                  | «Sincerity Is Scary»                                                          | 3:45         |
| 8.                  | «I Like America & America Likes Me»                                           | 3:26         |
| 9.                  | «The Man Who Married a Robot / Love Theme»                                    | 3:33         |
| 10.                 | «Inside Your Mind»                                                            | 3:50         |
| 11.                 | «It's Not Living (If It's Not with You)»                                      | 4:08         |
| 12.                 | «Surrounded by Heads and Bodies»                                              | 3:56         |
| 13.                 | «Mine»                                                                        | 4:06         |
| 14.                 | «I Couldn't Be More in Love»                                                  | 3:51         |
| 15.                 | «I Always Wanna Die (Sometimes)» (продюсеры: Daniel, Healy, Jonathan Gilmore) | 5:14         |
| Общая длительность: | Общая длительность:                                                           | 58:26        |

| №                   | Название            | Длительность |
| ------------------- | ------------------- | ------------ |
| 16.                 | «102»               | 3:27         |
| Общая длительность: | Общая длительность: | 61:53        |

## Участники записи
- Джордж Дэниэл — программирование (1-8, 10-12), программирование синтезатора (1, 4, 7), ударные (2-5, 7, 10, 11, 13-15), синтезатор (2, 3, 5, 8, 9, 11, 12, 14, 15), клавишные (3, 6-8, 11), перкуссия (3), фоновый вокал (4, 7, 12), фортепиано (13)
- Адам Ханн — гитара (2, 5, 7, 11, 13, 15)
- Мэттью Хили — вокал (все треки), фортепиано (1, 4, 9-11, 13), гитара (2, 5, 6, 11, 12, 14, 15), клавишные (3, 4, 7, 8, 12-14), фоновый вокал (11, 14, 15), ударные (12), акустическая гитара (15)
- Росс Макдональд — бас-гитара (2, 3, 5, 11, 14, 15), контрабас (12, 13)

## Позиции в чартах
| Чарт (2018)                        | Высшая позиция |
| ---------------------------------- | -------------- |
| Австралия (ARIA)                   | 4              |
| Австрия (Ö3 Austria)               | 61             |
| Бельгия/Фландрия (Ultratop)        | 44             |
| Бельгия/Валлония (Ultratop)        | 178            |
| Канада (Canadian Albums Chart)     | 15             |
| Нидерланды (Album Top 100)         | 36             |
| Германия (Offizielle Top 100)      | 57             |
| Ирландия (IRMA)                    | 4              |
| Japan Hot Albums (Billboard Japan) | 24             |
| Япония (Oricon)                    | 39             |
| Latvian Albums (LAIPA)             | 13             |
| Новая Зеландия (RMNZ)              | 9              |
| Шотландия (Scottish Albums Chart)  | 1              |
| South Korean Albums (Gaon)         | 51             |
| Испания (PROMUSICAE)               | 62             |
| Швеция (Sverigetopplistan)         | 16             |
| Швейцария (Schweizer Hitparade)    | 89             |
| Великобритания (UK Albums Chart)   | 1              |
| США (Billboard 200)                | 4              |
| США (Billboard Top Rock Albums)    | 1              |

| Чарт (2018)     | Позиция |
| --------------- | ------- |
| UK Albums (OCC) | 85      |

| Чарт (2019)                    | Позиция |
| ------------------------------ | ------- |
| UK Albums (OCC)                | 54      |
| US Top Rock Albums (Billboard) | 49      |

## Сертификации
| Регион                                                                      | Сертификация | Продажи |
| --------------------------------------------------------------------------- | ------------ | ------- |
| Великобритания (BPI)                                                        | Золотой      | 100 000 |
| Данные о продажах + прослушиваниях приведены только на основе сертификации. |              |         |